# Station Rouen-Rive-Gauche
Station Rouen Rive-Gauche is een voormalig en gepland toekomstig spoorwegstation in de Franse gemeente Rouen.